# Korczakownia
Korczakownia – kolonia w Polsce położona w województwie kujawsko-pomorskim, w powiecie brodnickim, w gminie Osiek, część wsi Dębowo.
W latach 1975–1998 miejscowość administracyjnie należała do województwa toruńskiego.